# IMPRESSIVE
『IMPRESSIVE』（インプレッシヴ）は、T-SQUARE17枚目のアルバム。
1992年4月22日リリース。

## 解説
T-SQUARE17枚目のアルバム。全9曲入。
本作はリリース当初のジャケットデザインが異なっていた。
事務所側の意向によりセカンドプレスから現在のジャケットに変更された（「イメージが合わなかったため」と後に語られている）。
本作から1曲目「FACES」と3曲目「RISE」の2曲が2ヶ月連続でシングルカット。
1曲目「FACES」はリード楽器にEWIを使用した「TRUTH」同様ロック調の曲で、フジテレビ系列『F1グランプリ』中継挿入曲、アイルトン・セナのテーマ曲。主に優勝時のチェッカーを切るシーンに流れ、F1日本グランプリ前夜祭で生演奏が行われたり、アイルトン・セナ追悼式典で『組曲 SENNA FOREVER 第二楽章「華麗」』として日本ニューフィルハーモニー交響楽団とのオーケストラ演奏が行われた。
2曲目「11月の雨」は11枚目のシングル「CHASER」カップリング曲、BLUE MIXで採用。
3曲目「RISE」はフジテレビ系列JOCバルセロナオリンピックのイメージ曲として使われた。
8曲目「AMARANTH」はシングル「FACES」カップリング曲。
EWI使用曲は「FACES」1曲のみで、アルバム全体はブラスなど生のサウンドを反映。

## 収録曲
1. FACES - 安藤まさひろ作曲
2. 11月の雨 - 和泉宏隆作曲
3. RISE - 安藤まさひろ作曲
4. MAC'S BACK - 安藤まさひろ作曲
5. Broken Promise - 本田雅人作曲
6. Dandelion Hill - 和泉宏隆作曲
7. Traffic Jam - 本田雅人作曲
8. AMARANTH - 安藤まさひろ作曲
9. 待ちぼうけの午後 - 本田雅人作曲

編曲は全曲T-SQUARE。ホーン編曲は本田雅人と和泉宏隆の手による。

## ミュージシャン
- T-SQUARE
  - 安藤まさひろ - ACOUSTIC AND ELECTRIC GUITARS
  - 和泉宏隆 - ACOUSTIC PIANO, SYNTHESIZERS AND PROGRAMMING
  - 則竹裕之 - DRUMS AND PERCUSSION
  - 須藤満 - 5-STRINGS AND 6-STRINGS BASSES
  - 本田雅人 - SAXOPHONES, EWI, FLUTE, FLUGELHORN, VOICE（#9） AND PROGRAMMING
- ADDITIONAL MUSICIANS
  - 小林正弘 - TRUMPET（#3, #4, #5, #7）
  - 荒木敏男 - TRUMPET（#3, #7）
  - 林研一郎 - TRUMPET（#4, #5）
  - 山本拓夫 - TENOR SAXOPHONE（#3, #7）
  - 小池修 - TENOR SAXOPHONE（#4, #5）
  - 村田陽一 - TROMBONE（#4, #5）
  - カルロス菅野 - PERCUSSION（#2, #6, #8, #9）
  - WHACHO - PERCUSSION（#2, #3, #4, #6）
  - 国友孝純 - PROGRAMMING OF SYNTHESIZERS

## チャート成績
- 日本ゴールドディスク大賞 第7回（1992年度） アルバム賞・ジャズ部門（邦楽）[5]